# Stig Andersson (Radsportler)
Stig Andersson (* 10. November 1924 in Lindberg, Varberg; † 1. Juli 2015 in ebenda) war ein schwedischer Radrennfahrer und nationaler Meister im Radsport.

## Sportliche Laufbahn
Andersson war Teilnehmer der Olympischen Sommerspiele 1952 in Helsinki. Er bestritt mit dem Vierer Schwedens die Mannschaftsverfolgung. Das Team mit Owe Nordqvist, Stig Andersson, Bengt Fröbom und Arne Johansson schied in der Vorrunde aus.
1955 gewann er die nationale Meisterschaft im Mannschaftszeitfahren gemeinsam mit Gunnar Lindgren, Clarence Carlsson und Rune Nilsson. In der Mannschaftswertung des Einzelzeitfahrens gewann er 1947 den schwedischen Titel.
1952 siegte er in der Mälaren Runt, dem ältesten und längsten schwedischen Eintagesrennen.